# Mont Rogneux
Mont Rogneux är ett berg i Schweiz.   Det ligger i distriktet Entremont och kantonen Valais, i den sydvästra delen av landet, 110 km söder om huvudstaden Bern. Toppen på Mont Rogneux är 3 084 meter över havet, eller 96 meter över den omgivande terrängen. Bredden vid basen är 0,59 km.
Terrängen runt Mont Rogneux är huvudsakligen mycket bergig. Närmaste större samhälle är Bagnes, 8,3 km norr om Mont Rogneux. 
Trakten runt Mont Rogneux består i huvudsak av gräsmarker. Runt Mont Rogneux är det mycket glesbefolkat, med 4 invånare per kvadratkilometer.